# 滇中茶藨子
滇中茶藨子（学名：Ribes soulieanum）为虎耳草科茶藨子属下的一个种。

## 扩展阅读
- 維基物種上的相關：滇中茶藨子